# Mon beau-père, mes parents et moi
Série Mon beau-père
Mon beau-père et moi
(2000) Mon beau-père et nous
(2010)
Pour plus de détails, voir Fiche technique et Distribution.
Mon beau-père, mes parents et moi ou L'Autre Belle-Famille au Québec (Meet the Fockers) est un film américain de Jay Roach, sorti en 2004. C'est le deuxième film de la série Mon beau-père.

## Synopsis
Gaylord « Greg » Furniker – Focker dans la version anglophone – (Ben Stiller), enfin accepté par Dina (Blythe Danner) et Jack Byrnes (Robert De Niro), parents de sa fiancée Pam (Teri Polo), juge le moment venu de leur présenter ses propres géniteurs, Bernie (Dustin Hoffman) et Rozalin (Barbra Streisand). En route pour Miami dans un mobile-home où les accompagnent le chat « la Guigne » et son petit-fils, « Titi Jack » – Little Jack en version originale –, qu’il éduque selon des principes psychorigides, Jack, ex-agent de la CIA, découvre à l’arrivée un monde pittoresque à l’opposé de sa vision de la vie. Pour ne pas l’effaroucher, Greg croit bon de lui cacher que son père, avocat sans cause, est devenu homme au foyer et que sa mère, médecin sexologue, milite auprès du quatrième âge.
Le mode de vie baba cool des Furniker choque Jack mais séduit Dina, que Roz initie à la reconquête sexuelle de son mari. Les Furniker ne peuvent admettre la discipline quasi militaire imposée au petit Jack. Les rapports se délitent quand, soucieux de leur cacher que Pam attend un bébé, Greg et ses parents accumulent les faux pas et quiproquos en tous genres : la partie de football américain, la séance de massage maison, la garde ratée du bébé - Titi Jack qui sort une injure comme premier mot… avec comme apothéose la poursuite du chat des Byrnes par le chien des Furniker, Moïse.
De surcroît, Jack soupçonne Greg d’avoir eu un fils, Jorge, avec la cuisinière mexicaine Isabel (Alanna Ubach), auprès de laquelle il a perdu son pucelage quinze ans auparavant. Réfugié dans sa caravane, en liaison avec ses anciens collègues, il déclenche une recherche d’ADN après lui avoir subtilisé un cheveu. Lors de la soirée de bienvenue, après avoir soumis Greg, à son insu, au sérum de vérité, Jack apprend publiquement que sa fille est enceinte et que Greg est attiré par Dina. Le lendemain, outré, il réunit un conseil de famille et, désavoué, s’en va seul. Jack est pisté par Greg et son père, eux-mêmes poursuivis par la police, et tous trois se retrouvent en prison. Jack fait état de son passé à la CIA pour en sortir et, bien qu’ayant la preuve de l’innocence de Greg sur sa paternité, il s’oppose à son mariage avec Pam le week-end suivant. Mais le juge Ira (Shelley Berman) s’en mêle et tout se termine par une noce juive endiablée. Jack se décide à suivre les conseils de Roz. Ils forment enfin une famille unie.

## Fiche technique
Sauf indication contraire, les informations mentionnées dans cette section peuvent être confirmées par les bases de données cinématographiques IMDb et Allociné,  présentes dans la section « Liens externes ».
- Titre original : Meet the Fockers
- Titre français : Mon beau-père, mes parents et moi
- Titre québécois : L'Autre Belle-Famille[1]
- Réalisation : Jay Roach
- Scénario : John Hamburg et Jim Herzfeld, d'après une histoire de Jim Herzfeld et Marc Hyman, basé sur les personnages créés par Greg Glienna et Mary Ruth Clarke
- Musique : Randy Newman
- Direction artistique : Andrew Neskoromny
- Décors : Rusty Smith
- Costumes : Carol Ramsey
- Photographie : John Schwartzman (en)
- Son : George H. Anderson, Chris Carpenter, Andy Koyama
- Montage : Alan Baumgarten (en), Lee Haxall et Jon Poll
- Production : Robert De Niro, Jay Roach et Jane Rosenthal
  - Production déléguée : Amy Sayres et Nancy Tenenbaum
  - Production associée : Larry Stuckey
  - Coproduction : Jon Poll
- Sociétés de production : Everyman Pictures et Tribeca Productions, présenté par Dreamworks Pictures et Universal Pictures
- Sociétés de distribution : Universal Pictures (États-Unis) ; United International Pictures (France, Suisse romande) ; DreamWorks Distribution (International)
- Budget : 80 millions USD[2],[3]
- Pays de production :  États-Unis
- Langues originales : anglais, espagnol, hébreu
- Format : couleur (Technicolor) — 35 mm — 1,85:1 (Panavision) — son DTS / Dolby / SDDS
- Genre : comédie, romance
- Durée : 115 minutes ; 124 minutes (version longue)
- Dates de sortie[4] :
  - États-Unis, Québec : 22 décembre 2004[1]
  - France, Belgique, Suisse romande : 16 février 2005[5],[6],[7]
- Classification[8] :
  - États-Unis : accord parental recommandé, film déconseillé aux moins de 13 ans (PG-13 - Parents Strongly Cautioned)[N 1]
  - France : tous publics[9]
  - Belgique : tous publics (Alle Leeftijden)[6]
  - Suisse romande : interdit aux moins de 7 ans[10]
  - Québec : tous publics - déconseillé aux jeunes enfants (G - General Rating)[1]

## Distribution

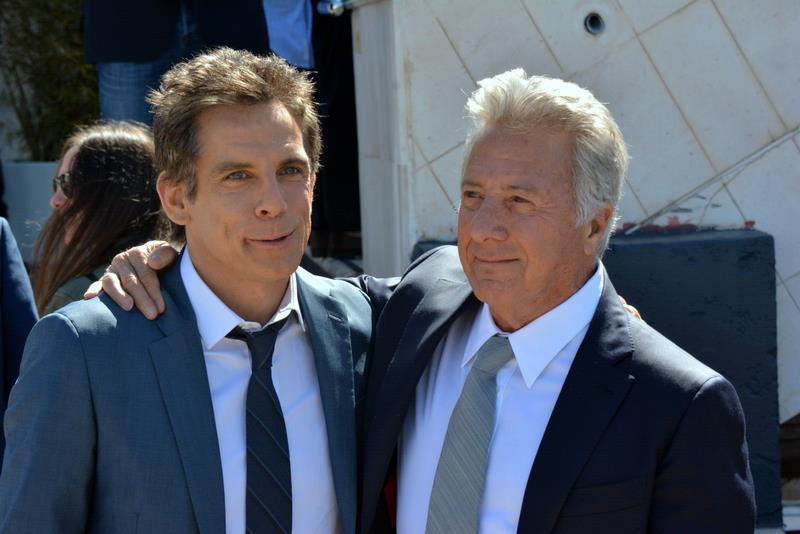
L'acteur Dustin Hoffman rejoint le casting, dans le rôle du père du héros incarné par Ben Stiller.

- Ben Stiller (VF : Emmanuel Curtil et VQ : Alain Zouvi) : Gaylord « Greg » Furniker (Focker en VO)
- Robert De Niro (VF : Jacques Frantz et VQ : Jean-Marie Moncelet) : Jack Byrnes
- Dustin Hoffman (VF : Dominique Collignon-Maurin et VQ : Guy Nadon) : Bernard « Bernie » Furniker
- Barbra Streisand (VF : Michèle Bardollet et VQ : Claudine Chatel) : Rozalin « Roz » Furniker
- Blythe Danner (VF : Frédérique Tirmont et VQ : Élizabeth Lesieur) : Dina Byrnes
- Teri Polo (VF : Véronique Alycia et VQ : Natalie Hamel-Roy) : Pam Byrnes
- Owen Wilson (VF : Lionel Tua et VQ : Luis de Cespedes) : Kevin Rawley
- Alanna Ubach (VF : Ethel Houbiers et VQ : Nathalie Coupal) : Isabel Villalobos
- Ray Santiago (VF : Emmanuel Garijo et VQ : Sébastien Delorme) : Jorge Villalobos
- Spencer et Bradley Pickren : Titi Jack
- Tim Blake Nelson (VF : Marc Saez et VQ : Jacques Lavallée) : l'officier LeFlore
- B. J. Hansen : B.J.
- Shelley Berman : le juge Ira
- Kali Rocha : l'hôtesse de l'air
- Dorie Barton : la vendeuse à l'aéroport
- Jack Plotnick : le loueur de voitures
- Vahe Bejan (VF : Michel Mella) : Gunther, l'homme immigrant
- Kathleen Gati : Venka, la femme immigrante
- Kyle T. McNamee (VF : Emmanuel Jacomy) : le serveur sous couverture

## Accueil

### Accueil critique
- À l'inverse de Mon beau-père et moi, qui a rencontré un accueil critique largement favorable lors de sa sortie en salles, Mon beau-père, mes parents et moi obtient une réception mitigée de la part des critiques professionnels. 38 % des 157 commentaires collectés par le site Rotten Tomatoes sont favorables, avec une moyenne de 5,2⁄10[11], notant dans son consensus que la « talentueuse distribution est gaspillée dans un film qui contient des blagues recyclées de son prédécesseur »[11]. Le site Metacritic, ayant recensé 34 commentaires, lui attribue un score de 41⁄100[12].

En outre, lors de la cérémonie de The Stinkers Bad Movie Awards en 2004, Ben Stiller a été nommé pire acteur.
- En France, Mon beau-père, mes parents et moi reçoit un accueil positif, mais modéré, puisque le site Allociné lui attribue une note moyenne de 3,1⁄5, sur la base de 24 commentaires collectés[14].

## Distinctions

### Récompenses

#### 2005
- ASCAP Film and Television Music Awards : meilleur compositeur d'un blockbuster pour Randy Newman
- MTV Movie & TV Awards : meilleure performance comique pour Dustin Hoffman

### Nominations

#### 2005
- Casting Society of America : meilleur casting pour un film de comédie pour Francine Maisler
- Teen Choice Awards :
  - Meilleur film de comédie
  - Meilleur acteur dans un film de comédie pour Ben Stiller
  - Meilleur menteur pour Ben Stiller
  - Scène la plus embarrassante pour Ben Stiller (pour la séquence du discours à la fête de fiançailles de Greg)

#### 2006
- MTV Movie Awards (Russia) : meilleur film international

## Analyse